# فیل سیمور
فیلیپ وارن سیمور (متولد ۱۵ مه ۱۹۵۲–۱۷ اوت ۱۹۹۳) یک درامر، خواننده، گیتاریست و ترانه‌سرای آمریکایی بود که بیشتر برای تک آهنگ‌های من در آتش هستم با گروه دوایت تویلی بند شناخته شد. کارهای انفرادی او در بین طرفداران پاور پاپ مورد احترام است.
در اوت ۱۹۸۶، سیمور یک جلسه ضبط ده ساعته با فیل اسپکتور داشت. استوارت بتسفورد مدیر سیمور در آن زمان گفت که رفتار اسپکتور «بسیار بسیار عجیب و غریب و در لبه چیزی بود که قبلاً هرگز با کسی تجربه نکرده بودم.»

## آهنگ‌شناسی

### گروه دوایت تویلی
- با احترام (۱۹۷۶، تجدید چاپ ۱۹۸۹، ۱۹۹۷، ۲۰۰۷)
- تویلی مهم نیست (۱۹۷۷، انتشار مجدد ۱۹۹۰، ۱۹۹۷، ۲۰۰۷)
- آلبوم توایلی گمشده بزرگ (۱۹۹۳)
- زنده از آگورا (۲۰۰۹)

### انفرادی
- فیل سیمور (۱۹۸۰، انتشار مجدد ۲۰۰۵، ۲۰۱۲)، شماره ۶۴ ایالات متحده
- فیل سیمور ۲ (۱۹۸۲، انتشار مجدد ۲۰۱۱)
- برای من ارزشمند (۱۹۹۶)
- فیل سیمور در کنسرت! زندگی در کافه هنگ کنگ, ۱۹۷۹ & زندگی کنید در گاززاری, ۱۹۸0 (2014)
- جلسات منتشر نشده لندن و لس آنجلس (۲۰۱۶)
- شاهزاده قدرت پاپ - بهترین هایش (۲۰۱۷)
- اگر عشق من را نمی‌خواهی (۲۰۲۰)